# SS Hederssvärd

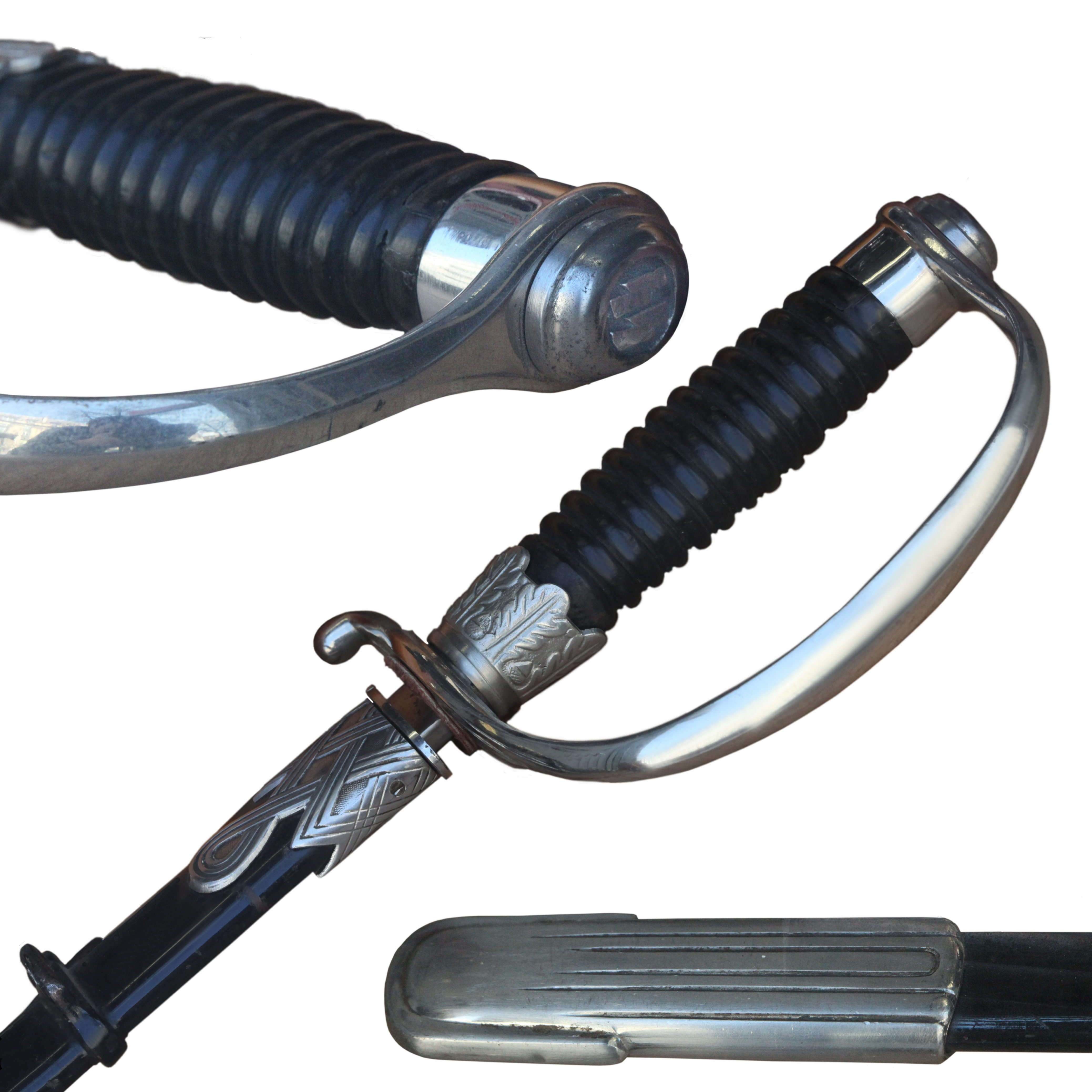
Detaljer av SS Hederssvärd.

SS Hederssvärd (tyska Ehrendegen des Reichsführer-SS) ceremonisvärd som utdelades av Reichsführer-SS Heinrich Himmler till SS-officerare som utmärkt sig väl. Svärdet, som instiftades 1935, formgavs av konstnären och SS-officeren Karl Diebitsch.